# کالادریوس

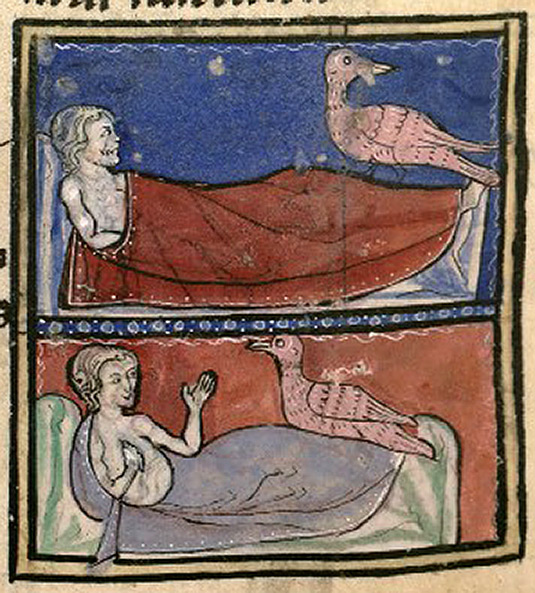
کالادریوس در نگارهٔ بالایی روی خود را از بیمار گردانده و او خواهد مرد اما در نگارهٔ پایین به بیمار نگاه کرده و او شفا خواهد یافت.

کالادریوس (به لاتین: Caladrius) پرنده‌ٔ پیشگویی بود افسانه‌ای به رنگ سفید که در کنار رودخانه‌ها زندگی می‌کرد. این پرنده را در دربار پادشاهان نگهداری می‌کردند و نگاه مستقیم به آن باعث بهبود یرقان می‌شد. همچنین اعتقاد بر آن بود که سرگین این پرنده می‌تواند کوری را شفا دهد. اما قابل توجه‌ترین توانایی آن قابلیت پیشگویی شفایافتن یا مردن فرد بیمار بود.
کالادریوس را در کنار بستر فرد بیمار می‌گذاشتند. اگر پرنده رویش را از او برمی‌گرداند، آن فرد سرنوشتی جز مرگ نداشت. اما اگر امکان شفا یافتن بیمار وجود داشت، کالادریوس به چهرهٔ او خیره می‌شد و تمام بیماری را در خود می‌کشید. پرنده سپس به سوی آسمان پرواز می‌کرد، بیماری را در گرمای خورشید می‌سوزاند و آن را در باد پراکنده می‌ساخت. این کار سبب می‌شد تا بیمار فوراً بهبودی خود را بازیابد.
از آنجا که کالادریوس غذای خود را در زیر زمین می‌جست آن را در زمرهٔ پرندگان ناپاک دسته‌بندی کرده بودند و به‌همین‌سبب خوردن گوشتش ممنوع بود.
درعین حال کالادریوسی را ثمثیلی از مسیح می‌دانستند. این پرنده تماماً به رنگ سفید بود و هیچ لکه‌ای نداشت و مسیح نیز تماماً پاکی بود و هیچ لکه‌ای از گناه در او وجود نداشت. روی‌گردانی پرنده از بیمار همچون روی‌گردانی مسیح از ناباوران و نگاهش به طرف بیمار همچون نگاه مسیح به مردمان غیر بنی اسرائیلی بود. همچنین توانایی پرنده در شفادادن بیمار یادآور مسیح بود.